# Брантлівілл (Алабама)
Брантлівілл (англ. Brantleyville) — переписна місцевість (CDP) в США, в окрузі Шелбі штату Алабама. Населення — 931 особа (2020).

## Географія
Брантлівілл розташований за координатами 33°13′9″ пн. ш. 86°52′57″ зх. д. / 33.21917° пн. ш. 86.88250° зх. д. (33.219303, -86.882522).  За даними Бюро перепису населення США в 2010 році переписна місцевість мала площу 5,64 км², з яких 5,61 км² — суходіл та 0,03 км² — водойми.

## Демографія
Згідно з переписом 2010 року, у переписній місцевості мешкали 884 особи в 324 домогосподарствах у складі 225 родин. Густота населення становила 157 осіб/км².  Було 353 помешкання (63/км²).
Расовий склад населення:
| - 82,1 % — білих - 3,3 % — чорних або афроамериканців - 0,9 % — корінних американців - 0,5 % — азіатів - 9,7 % — осіб інших рас |

До двох чи більше рас належало 3,5 %. Частка іспаномовних становила 12,6 % від усіх жителів.
За віковим діапазоном населення розподілялося таким чином: 25,9 % — особи молодші 18 років, 64,4 % — особи у віці 18—64 років, 9,7 % — особи у віці 65 років та старші. Медіана віку мешканця становила 34,9 року. На 100 осіб жіночої статі у переписній місцевості припадало 98,2 чоловіків;  на 100 жінок у віці від 18 років та старших — 95,5 чоловіків також старших 18 років.
Середній дохід на одне домашнє господарство  становив 48 096 доларів США (медіана — 40 370), а середній дохід на одну сім'ю — 57 392 долари (медіана — 51 042). За межею бідності перебувало 19,2 % осіб, у тому числі 15,7 % дітей у віці до 18 років та 0,0 % осіб у віці 65 років та старших.
Цивільне працевлаштоване населення становило 490 осіб. Основні галузі зайнятості: освіта, охорона здоров'я та соціальна допомога — 20,0 %, науковці, спеціалісти, менеджери — 18,8 %, роздрібна торгівля — 15,3 %.